# La Pellerine (Mayenne)
La Pellerine è un comune francese di 311 abitanti situato nel dipartimento della Mayenne nella regione dei Paesi della Loira.

## Società

### Evoluzione demografica
Abitanti censiti